# Página de códigos
Una página de códigos consiste en una tabla que define el conjunto de caracteres que se está utilizando. Cada conjunto de caracteres contiene 256 entradas específicas de un país o de un idioma. Los caracteres se traducen a partir de la tabla de las páginas de códigos y serán los que utilicen el teclado, la pantalla y la impresora. Un ejemplo de esto lo forma el conjunto de letras, números y símbolos (como los acentos) que utilizan los canadienses francófonos. Cuando se introduce el conjunto de caracteres en una tabla para que lo utilice DOS, se convierte en la página de códigos correspondiente a la población francófona de Canadá.
Existen dos tipos de páginas de códigos: de hardware y preparadas.
- Una página de códigos de hardware se construye en un dispositivo. Por ejemplo, una impresora fabricada para su uso en Portugal contiene una página de códigos de hardware correspondiente al portugués. Muchos dispositivos únicamente pueden utilizar sus propias páginas de códigos de hardware.

- Las páginas de códigos preparadas se facilitan en archivos de información de páginas de códigos (.CPI) en su software. OpenDOS incluye las siguientes páginas de códigos preparadas: 
  - 437: Página de códigos de Estados Unidos.
  - 850: Página de códigos multilingüe, incluidos todos los caracteres de la mayoría de los idiomas europeos, norteamericanos y sudamericanos.
  - 860: Página de códigos del portugués.
  - 863: Página de códigos del francés de Quebec.
  - 865: Página de códigos de idiomas nórdicos, incluidos todos los caracteres del noruego y del danés.
  - 932: Página de códigos de IBM que es una extensión de Shift JIS que incluye los códigos ASCII y caracteres del japonés.
  - 936: Página de códigos de IBM para el chino simplificado.
  - 949: Página de códigos de IBM para el coreano.
  - 950: Página de códigos de Microsoft para el chino tradicional.